# مقاطعة ناسو (فلوريدا)
مقاطعة ناسو، فلوريدا (بالإنجليزية: Nassau County, Florida)‏ هي إحدى مقاطعات ولاية فلوريدا في الولايات المتحدة. ، بلغ عدد سكانها 73314 نسمة في عام 2010 حسب إحصاء مكتب تعداد الولايات المتحدة وتصل الكثافة السكانية فيها 43.43 نسمة/كم2.

## المناخ
يظهر الجدول التالي التغييرات المناخية على مدار السنة لمقاطعة ناسو:
| البيانات المناخية لـمقاطعة ناسو     | البيانات المناخية لـمقاطعة ناسو | البيانات المناخية لـمقاطعة ناسو | البيانات المناخية لـمقاطعة ناسو | البيانات المناخية لـمقاطعة ناسو | البيانات المناخية لـمقاطعة ناسو | البيانات المناخية لـمقاطعة ناسو | البيانات المناخية لـمقاطعة ناسو | البيانات المناخية لـمقاطعة ناسو | البيانات المناخية لـمقاطعة ناسو | البيانات المناخية لـمقاطعة ناسو | البيانات المناخية لـمقاطعة ناسو | البيانات المناخية لـمقاطعة ناسو | البيانات المناخية لـمقاطعة ناسو |
| الشهر                               | يناير                           | فبراير                          | مارس                            | أبريل                           | مايو                            | يونيو                           | يوليو                           | أغسطس                           | سبتمبر                          | أكتوبر                          | نوفمبر                          | ديسمبر                          | المعدل السنوي                   |
| ----------------------------------- | ------------------------------- | ------------------------------- | ------------------------------- | ------------------------------- | ------------------------------- | ------------------------------- | ------------------------------- | ------------------------------- | ------------------------------- | ------------------------------- | ------------------------------- | ------------------------------- | ------------------------------- |
| متوسط درجة الحرارة الكبرى °ف (°م)   | 63.0 (17.2)                     | 65.8 (18.8)                     | 71.2 (21.8)                     | 76.8 (24.9)                     | 83.3 (28.5)                     | 88.0 (31.1)                     | 90.6 (32.6)                     | 89.3 (31.8)                     | 85.6 (29.8)                     | 79.2 (26.2)                     | 72.2 (22.3)                     | 64.9 (18.3)                     | 77.5 (25.3)                     |
| المتوسط اليومي °ف (°م)              | 53.8 (12.1)                     | 56.5 (13.6)                     | 61.9 (16.6)                     | 67.7 (19.8)                     | 75.0 (23.9)                     | 80.4 (26.9)                     | 82.6 (28.1)                     | 82.1 (27.8)                     | 79.2 (26.2)                     | 72.1 (22.3)                     | 63.9 (17.7)                     | 56.3 (13.5)                     | 69.3 (20.7)                     |
| متوسط درجة الحرارة الصغرى °ف (°م)   | 44.5 (6.9)                      | 47.2 (8.4)                      | 52.6 (11.4)                     | 58.6 (14.8)                     | 66.7 (19.3)                     | 72.8 (22.7)                     | 74.6 (23.7)                     | 74.9 (23.8)                     | 72.8 (22.7)                     | 65.0 (18.3)                     | 55.6 (13.1)                     | 47.6 (8.7)                      | 61.1 (16.2)                     |
| الهطول إنش (مم)                     | 3.42 (87)                       | 3.20 (81)                       | 3.92 (100)                      | 2.82 (72)                       | 2.31 (59)                       | 5.27 (134)                      | 5.52 (140)                      | 5.82 (148)                      | 6.91 (176)                      | 4.59 (117)                      | 2.08 (53)                       | 2.95 (75)                       | 48.81 (1٬240)                   |
| متوسط أيام هطول الأمطار (≥ 0.01 in) | 9.1                             | 8.4                             | 8.4                             | 5.9                             | 6.0                             | 11.5                            | 11.9                            | 12.5                            | 11.8                            | 8.1                             | 7.3                             | 8.2                             | 109.1                           |
| المصدر: NOAA (1981–2010 Normals)    |                                 |                                 |                                 |                                 |                                 |                                 |                                 |                                 |                                 |                                 |                                 |                                 |                                 |

## وصلات خارجية
- www.nassaucountyfl.com